# NGC 2557
NGC 2557 este o galaxie lenticulară situată în constelația Racul. A fost descoperită în 2 februarie 1877 de către Édouard Stephan⁠(d). Se află la o distanță de 69,76 de megaparseci de Pământ.